# Campionato mondiale di Formula 1 1997

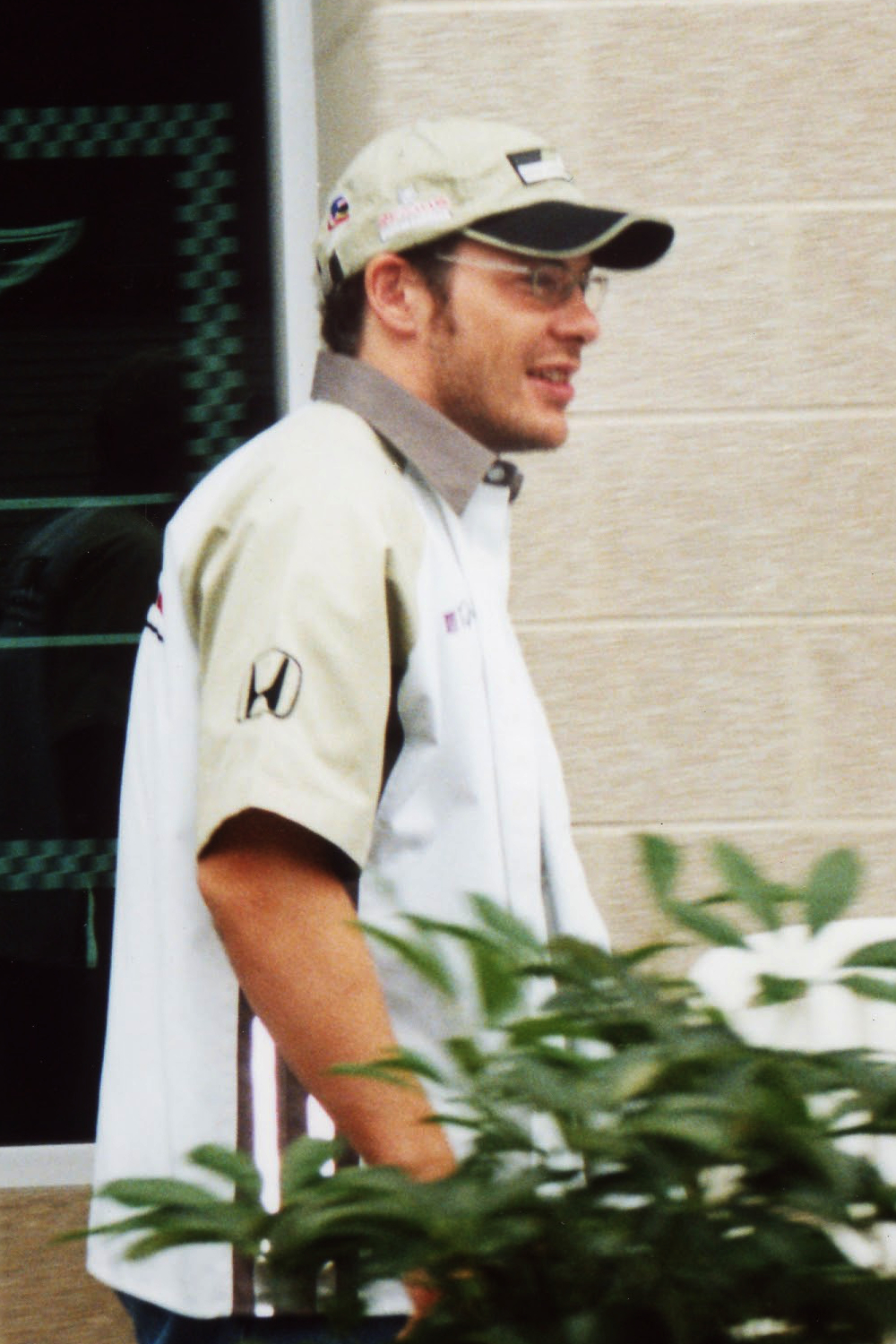
Jacques Villeneuve vince il suo primo ed unico titolo mondiale dopo un lungo duello con Michael Schumacher.

Il campionato mondiale di Formula 1 1997 organizzato dalla FIA è stata, nella storia della categoria, la 48ª stagione ad assegnare il campionato piloti, vinto da Jacques Villeneuve su Williams, e la 40ª ad assegnare il campionato costruttori, vinto dalla Williams.
È iniziata il 9 marzo ed è terminata il 26 ottobre, dopo 17 gare. La stagione è stata contrassegnata da un lungo duello tra il tedesco della Ferrari Michael Schumacher ed il canadese della Williams Jacques Villeneuve, conclusosi con la vittoria di quest'ultimo e la squalifica dalla classifica generale piloti del primo a causa di una scorretta manovra commessa all'ultima gara a Jerez de la Frontera. La loro fu un'accesa rivalità durata per tutto il campionato e mai condivisero un solo podio a fine di ogni gara, a differenza del precedente campionato.
La Williams conquistò così il suo 7º mondiale piloti e il 9° costruttori (ad oggi gli ultimi della storia della scuderia), con quest’ultimo che all’epoca segnò un nuovo record. Con le sue 9 affermazioni il team di Frank Williams e Patrick Head superò infatti la Ferrari, ferma a 8, e allungò su McLaren e Lotus, ferme a 7, nonostante la loro partecipazione al Campionato da molti più anni rispetto alla scuderia di Grove (la Lotus nel frattempo aveva chiuso i battenti nel 1994).
Questo campionato rappresenta, inoltre, il ritorno in RAI della telecronaca della Formula 1 in pianta stabile, affidata agli esordienti Gianfranco Mazzoni e René Arnoux, quest'ultimo sostituito l'anno successivo da Ivan Capelli, ruoli che i due manterranno fino al 2017.

## La pre-stagione

### Il calendario
| Gara | Nome ufficiale del Gran Premio       | Circuito                         | Sede                 | Data         | Ora    | Ora   | Ora   | Diretta TV         | Diretta TV            |
| Gara | Nome ufficiale del Gran Premio       | Circuito                         | Sede                 | Data         | Locale | UTC   | ITA   | Terrestre          | Satellite             |
| ---- | ------------------------------------ | -------------------------------- | -------------------- | ------------ | ------ | ----- | ----- | ------------------ | --------------------- |
| 1    | Qantas Australian Grand Prix         | Albert Park Circuit              | Melbourne            | 9 marzo      | 14:00  | 03:00 | 04:00 | Raidue (terrestre) | nessuno (satellitare) |
| 2    | Grande Prêmio do Brasil              | Autódromo José Carlos Pace       | San Paolo            | 30 marzo     | 14:00  | 16:00 | 17:00 | Raidue (terrestre) | nessuno (satellitare) |
| 3    | Gran Premio Marlboro de Argentina    | Autódromo Oscar Alfredo Gálvez   | Buenos Aires         | 13 aprile    | 14:00  | 16:00 | 17:00 | Raidue (terrestre) | nessuno (satellitare) |
| 4    | Gran Premio di San Marino            | Autodromo Enzo e Dino Ferrari    | Imola                | 27 aprile    | 14:00  | 12:00 | 14:00 | Raidue (terrestre) | TELE+ 2 (satellite)   |
| 5    | Grand Prix de Monaco                 | Circuito di Monte Carlo          | Monaco               | 11 maggio    | 14:00  | 12:00 | 14:00 | Raidue (terrestre) | TELE+ 2 (satellite)   |
| 6    | Gran Premio Marlboro de España       | Circuito di Barcellona-Catalogna | Montmeló             | 25 maggio    | 14:00  | 12:00 | 14:00 | Raidue (terrestre) | TELE+ 2 (satellite)   |
| 7    | Grand Prix Player's du Canada        | Circuit Gilles Villeneuve        | Montréal             | 15 giugno    | 13:00  | 17:00 | 19:00 | Raidue (terrestre) | TELE+ 2 (satellite)   |
| 8    | Grand Prix de France                 | Circuito di Nevers Magny-Cours   | Magny-Cours          | 29 giugno    | 14:00  | 12:00 | 14:00 | Raidue (terrestre) | TELE+ 2 (satellite)   |
| 9    | The RAC British Grand Prix           | Silverstone                      | Silverstone          | 13 luglio    | 14:00  | 13:00 | 15:00 | Raidue (terrestre) | TELE+ 2 (satellite)   |
| 10   | Großer Mobil 1 Preis von Deutschland | Hockenheimring                   | Hockenheim           | 27 luglio    | 14:00  | 12:00 | 14:00 | Raidue (terrestre) | TELE+ 2 (satellite)   |
| 11   | Marlboro Magyar Nagydíj              | Hungaroring                      | Mogyoród             | 10 agosto    | 14:00  | 12:00 | 14:00 | Raidue (terrestre) | TELE+ 2 (satellite)   |
| 12   | Belgian Grand Prix                   | Circuito di Spa-Francorchamps    | Stavelot             | 24 agosto    | 14:00  | 12:00 | 14:00 | Raidue (terrestre) | TELE+ 2 (satellite)   |
| 13   | Gran Premio Campari d'Italia         | Autodromo nazionale di Monza     | Monza                | 7 settembre  | 14:00  | 12:00 | 14:00 | Raidue (terrestre) | TELE+ F1 (satellite)  |
| 14   | Großer Preis von Österreich          | A1-Ring                          | Spielberg            | 21 settembre | 14:00  | 12:00 | 14:00 | Raidue (terrestre) | TELE+ F1 (satellite)  |
| 15   | Großer Preis von Luxemburg           | Nürburgring                      | Nürburg              | 28 settembre | 14:00  | 12:00 | 14:00 | Raidue (terrestre) | TELE+ F1 (satellite)  |
| 16   | Fuji Television Japanese Grand Prix  | Suzuka Circuit                   | Suzuka               | 12 ottobre   | 14:00  | 05:00 | 07:00 | Raidue (terrestre) | TELE+ F1 (satellite)  |
| 17   | Grand Prix of Europe                 | Circuito di Jerez de la Frontera | Jerez de la Frontera | 26 ottobre   | 14:00  | 13:00 | 14:00 | Raidue (terrestre) | TELE+ F1 (satellite)  |

(*) - Raidue visibile gratuitamente, TELE+ 2 (diventato poi TELE+ Nero) a pagamento tramite decoder TELE+.

### La presentazione delle vetture
I team iscritti al mondiale salirono a 12: il ritiro della Forti Corse venne infatti compensato dal debutto della Stewart Grand Prix e dal ritorno della Lola, il cui debutto, inizialmente previsto per il 1998, venne anticipato su pressione del main sponsor MasterCard.
La Ligier presentò la sua nuova vettura per il 1997, la JS45, già il 21 Gennaio, prima che il team venisse rilevato da Alain Prost divenendo la Prost Grand Prix. All'evento era presenti sia Flavio Briatore, sia i due piloti già ufficializzati, Olivier Panis e l'esordiente Shinji Nakano.
La presentazione che fece più scalpore fu indubbiamente quella della McLaren MP4/12, avvenuta all'Alexandra Palace di Londra con l'esibizione delle Spice Girls, gruppo pop che stava spopolando in quel periodo.
| Scuderia       | Data             | Luogo                                       |
| -------------- | ---------------- | ------------------------------------------- |
| Stewart SF-1   | 16 Dicembre 1996 | Londra                                      |
| Ferrari F310B  | 7 Gennaio 1997   | Maranello                                   |
| Arrows A18     | 9 Gennaio 1997   | Autosport international Show, Birmingham    |
| Tyrrell 025    | 20 Gennaio 1997  | Londra                                      |
| Prost JS45     | 21 Gennaio 1997  | Sporting Club di Monte Carlo                |
| Benetton B197  | 23 Gennaio 1997  | Planet Hollywood di Londra                  |
| Jordan 197     | 30 Gennaio 1997  | Hotel Hilton di Londra                      |
| Williams FW19  | 31 Gennaio 1997  | Grove                                       |
| Minardi M197   | 4 Febbraio 1997  | ex-Museo dell’automobilismo di Monza, Monza |
| Sauber C16     | 12 Febbraio 1997 | Hinwil                                      |
| McLaren MP4/12 | 13 Febbraio 1997 | Alexandra Palace di Londra                  |
| Lola T97/30    | 20 Febbraio 1997 | Hotel Hilton di Londra                      |

### Accordi e fornitori
Dopo ventitré anni la Philip Morris International terminò la collaborazione con la McLaren, che durava dal 1974, e rafforzò la partnership con la Ferrari divenendone title sponsor; la scuderia inglese iniziò quindi un sodalizio commerciale con un altro marchio del tabacco, la West, che conferí alle vetture di Woking una nuova ed elegante livrea nera e argento.
Flavio Briatore e Gabriele Rumi rilevarono l'85% delle quote della Minardi.

### Pneumatici
La Bridgestone fece il suo esordio nella massima serie fornendo le gomme a cinque dei dodici team partecipanti: Arrows, Prost, Minardi, Stewart e Lola.

## Scuderie e piloti

### Scuderie
- Alain Prost acquistò la Ligier, che prese il nome di Prost Grand Prix.
- Debuttò in Formula 1 la Stewart con l'appoggio motoristico della Ford, adottando una livrea interamente bianca.
- La Arrows, dopo sei stagioni disputate come Footwork, venne rilevata da Tom Walkinshaw e tornò a correre con il proprio nome, impiegando i motori V10 Yamaha e adottando una nuova livrea blu e bianca, legata anche ai nuovi sponsor.
- La Sauber strinse un accordo con la Ferrari per la fornitura dei motori V10 di Maranello, ribattezzati Petronas per ragioni di sponsorizzazione.
- La Minardi adottò i motori Hart V8.
- La Ford iniziò una partnership tecnica con la debuttante Stewart che fu equipaggiata con i nuovi motori V10 Zetec-R, mentre alle scuderie Tyrrell e Lola vennero forniti i più tradizionali V8, come semplici motori clienti.

### Piloti
- La Ferrari, la McLaren e la Benetton confermarono i propri piloti.
- Damon Hill, fresco vincitore del campionato, abbandonò la Williams per la Arrows; al fianco del campione inglese arrivò il brasiliano Pedro Paulo Diniz che portò in dote i suoi munifici sponsor.
- Contestualmente Heinz-Harald Frentzen passò alla Williams per sostituire Hill a fianco di Jacques Villeneuve, promosso a prima guida del team.
- La Jordan schierò una formazione completamente nuova, composta da Giancarlo Fisichella e dall'esordiente Ralf Schumacher, fratello minore di Michael.
- Shinji Nakano esordì in F1 al volante della Prost, in quanto voluto dal motorista Mugen Honda.
- Nicola Larini tornò a correre come titolare venendo assunto dalla Sauber a fianco del riconfermato Johnny Herbert.
- Anche la Minardi cambiò completamente la sua squadra ingaggiando Ukyo Katayama e il debuttante italiano Jarno Trulli.
- Jos Verstappen andò ad affiancare Mika Salo alla Tyrrell.
- La nuova Stewart si affidò a Rubens Barrichello e al danese Jan Magnussen, che aveva già corso il solo GP del Pacifico 1995 con la McLaren.
- Vincenzo Sospiri e Ricardo Rosset vennero ingaggiati dalla Lola.

#### Durante la stagione
- Alla vigilia del GP del Brasile la Mastercard ritirò la sua sponsorizzazione alla Lola che fu così costretta a dichiarare bancarotta. I team scesero di nuovo a 11.
- Poco prima del GP di Francia Jarno Trulli, messosi in luce alla guida della Minardi, fu ingaggiato dalla Prost in sostituzione dell'infortunato Olivier Panis, che tornò a correre soltanto nelle ultime 3 gare della stagione.
- L'austriaco Alexander Wurz debuttò in F1 nel GP del Canada con la Benetton sostituendo per tre gare Gerhard Berger, assente prima per problemi di salute e poi per la morte del padre.
- Alla Sauber Nicola Larini lasciò il posto a Gianni Morbidelli a partire dal GP di Spagna: il pesarese venne a sua volta sostituito da Norberto Fontana prima nei GP di Francia, Gran Bretagna e Germania e poi nell'appuntamento finale a Jerez, in entrambi i casi in seguito a infortunio. Fontana fu il primo pilota Albiceleste a gareggiare in F1 dopo Oscar Larrauri al Gran Premio d'Australia 1988.
- Tarso Marques venne promosso a pilota titolare della Minardi al posto di Jarno Trulli a partire dal GP di Francia, in seguito al passaggio del pilota abruzzese alla Prost.

### Tabella riassuntiva
| Squadra                     | Costruttore      | Telaio | Motore                                          | Gomme | Nº | Piloti                | GP         | Collaudatore                                |
| --------------------------- | ---------------- | ------ | ----------------------------------------------- | ----- | -- | --------------------- | ---------- | ------------------------------------------- |
| Danka Arrows Yamaha         | Arrows-Yamaha    | A18    | Yamaha OX11A 3.0 V10                            | B     | 1  | Damon Hill            | Tutti      | Jörg Müller Martin Brundle                  |
| Danka Arrows Yamaha         | Arrows-Yamaha    | A18    | Yamaha OX11A 3.0 V10                            | B     | 2  | Pedro Paulo Diniz     | Tutti      | Jörg Müller Martin Brundle                  |
| Rothmans Williams Renault   | Williams-Renault | FW19   | Renault RS9 3.0 V10                             | G     | 3  | Jacques Villeneuve    | Tutti      | Jean-Christophe Boullion Juan Pablo Montoya |
| Rothmans Williams Renault   | Williams-Renault | FW19   | Renault RS9 3.0 V10                             | G     | 4  | Heinz-Harald Frentzen | Tutti      | Jean-Christophe Boullion Juan Pablo Montoya |
| Scuderia Ferrari Marlboro   | Ferrari          | F310B  | Ferrari 046/2 3.0 V10                           | G     | 5  | Michael Schumacher    | Tutti      | Gianni Morbidelli Nicola Larini             |
| Scuderia Ferrari Marlboro   | Ferrari          | F310B  | Ferrari 046/2 3.0 V10                           | G     | 6  | Eddie Irvine          | Tutti      | Gianni Morbidelli Nicola Larini             |
| Mild Seven Benetton Renault | Benetton-Renault | B197   | Renault RS9 3.0 V10                             | G     | 7  | Jean Alesi            | Tutti      | Alexander Wurz                              |
| Mild Seven Benetton Renault | Benetton-Renault | B197   | Renault RS9 3.0 V10                             | G     | 8  | Gerhard Berger        | 1–6, 10–17 | Alexander Wurz                              |
| Mild Seven Benetton Renault | Benetton-Renault | B197   | Renault RS9 3.0 V10                             | G     | 8  | Alexander Wurz        | 7-9        | Alexander Wurz                              |
| West McLaren Mercedes       | McLaren-Mercedes | MP4/12 | Mercedes FO110E 3.0 V10 Mercedes FO110F 3.0 V10 | G     | 9  | Mika Häkkinen         | Tutti      | non assegnato                               |
| West McLaren Mercedes       | McLaren-Mercedes | MP4/12 | Mercedes FO110E 3.0 V10 Mercedes FO110F 3.0 V10 | G     | 10 | David Coulthard       | Tutti      | non assegnato                               |
| B&H Total Jordan Peugeot    | Jordan-Peugeot   | 197    | Peugeot A14 3.0 V10                             | G     | 11 | Ralf Schumacher       | Tutti      | Ricardo Zonta                               |
| B&H Total Jordan Peugeot    | Jordan-Peugeot   | 197    | Peugeot A14 3.0 V10                             | G     | 12 | Giancarlo Fisichella  | Tutti      | Ricardo Zonta                               |
| Prost Gauloises Blondes     | Prost-Mugen      | JS45   | Mugen MF-301HB 3.0 V10                          | B     | 14 | Olivier Panis         | 1–7, 15–17 | Emmanuel Collard                            |
| Prost Gauloises Blondes     | Prost-Mugen      | JS45   | Mugen MF-301HB 3.0 V10                          | B     | 14 | Jarno Trulli          | 8–14       | Emmanuel Collard                            |
| Prost Gauloises Blondes     | Prost-Mugen      | JS45   | Mugen MF-301HB 3.0 V10                          | B     | 15 | Shinji Nakano         | Tutti      | Emmanuel Collard                            |
| Red Bull Sauber Petronas    | Sauber-Petronas  | C16    | Petronas SPE-01 3.0 V10                         | G     | 16 | Johnny Herbert        | Tutti      | Norberto Fontana                            |
| Red Bull Sauber Petronas    | Sauber-Petronas  | C16    | Petronas SPE-01 3.0 V10                         | G     | 17 | Nicola Larini         | 1–5        | Norberto Fontana                            |
| Red Bull Sauber Petronas    | Sauber-Petronas  | C16    | Petronas SPE-01 3.0 V10                         | G     | 17 | Gianni Morbidelli     | 6–7, 11–16 | Norberto Fontana                            |
| Red Bull Sauber Petronas    | Sauber-Petronas  | C16    | Petronas SPE-01 3.0 V10                         | G     | 17 | Norberto Fontana      | 8–10, 17   | Norberto Fontana                            |
| PIAA Tyrrell                | Tyrrell-Ford     | 025    | Ford ED4 3.0 V8 Ford ED5 3.0 V8                 | G     | 18 | Jos Verstappen        | Tutti      | Toranosuke Takagi                           |
| PIAA Tyrrell                | Tyrrell-Ford     | 025    | Ford ED4 3.0 V8 Ford ED5 3.0 V8                 | G     | 19 | Mika Salo             | Tutti      | Toranosuke Takagi                           |
| Minardi F1 Team             | Minardi-Hart     | M197   | Hart 830 AV7 3.0 V8                             | B     | 20 | Ukyo Katayama         | Tutti      | Tarso Marques                               |
| Minardi F1 Team             | Minardi-Hart     | M197   | Hart 830 AV7 3.0 V8                             | B     | 21 | Jarno Trulli          | 1–7        | Tarso Marques                               |
| Minardi F1 Team             | Minardi-Hart     | M197   | Hart 830 AV7 3.0 V8                             | B     | 21 | Tarso Marques         | 8–17       | Tarso Marques                               |
| HSBC Malaysia Stewart Ford  | Stewart-Ford     | SF-1   | Ford VJ Zetec-R 3.0 V10                         | B     | 22 | Rubens Barrichello    | Tutti      | non assegnato                               |
| HSBC Malaysia Stewart Ford  | Stewart-Ford     | SF-1   | Ford VJ Zetec-R 3.0 V10                         | B     | 23 | Jan Magnussen         | Tutti      | non assegnato                               |
| MasterCard Lola F1 Team     | Lola-Ford        | T97/30 | Ford ECA Zetec-R 3.0 V8                         | B     | 24 | Vincenzo Sospiri      | 1          | Andrea Montermini                           |
| MasterCard Lola F1 Team     | Lola-Ford        | T97/30 | Ford ECA Zetec-R 3.0 V8                         | B     | 25 | Ricardo Rosset        | 1          | Andrea Montermini                           |

## Circuiti e gare

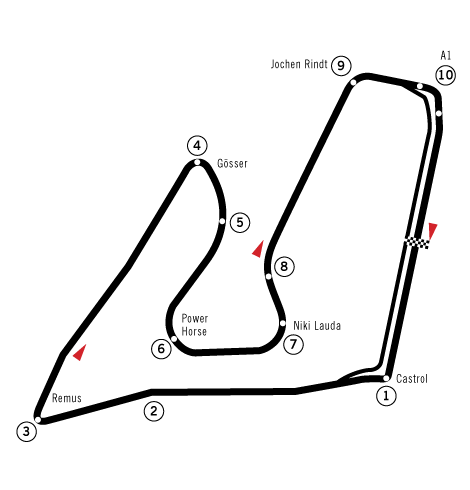
Il nuovo circuito dell'A1-Ring, che torna ad ospitare il Gran Premio d'Austria a distanza di dieci anni.

Le tappe previste per il 1997 salirono da 16 a 17, ma il calendario mantenne per buona parte un assetto simile a quello del 1996: la principale novità fu il ritorno del Gran Premio d'Austria, la cui ultima edizione era stata disputata nel 1987, sul rinnovato circuito di Zeltweg, ora ridenominato A1-Ring. La gara austriaca sostituí di fatto il Gran Premio del Portogallo, che inizialmente era stato confermato nel calendario ufficiale ma come ultima tappa (il 26 ottobre anziché nella sua tradizionale data a fine settembre), in quanto l'autodromo di Estoril necessitava di importanti ammodernamenti: tuttavia dopo varie controversie, la gara portoghese venne definitivamente cancellata; come appuntamento conclusivo del mondiale venne quindi inserito il Gran Premio d'Europa, da disputarsi però non più al Nürburgring, come nel biennio 1995/96, ma sul Circuito di Jerez de la Frontera, che già aveva ospitato la stessa gara nel 1994; il circuito tedesco infatti da quest'anno ospitò il nuovo Gran Premio del Lussemburgo, previsto il 28 settembre subito dopo il GP d'Austria; la presenza in calendario del Gran Premio d'Europa venne tuttavia confermata soltanto a stagione iniziata, in attesa di decisioni sulla tappa portoghese.

## Modifiche al regolamento

### Regolamento tecnico
Per il 1997 furono apportate poche modifiche al regolamento. Queste riguardavano gli pneumatici, l'alettone anteriore, la scocca e l'introduzione della scatola nera. Per gli pneumatici la FIA dispose che ci fossero a disposizione per il week-end l'utilizzo di 36 treni di gomme da asciutto e di 28 da pioggia. Da questi poi il pilota aveva la facoltà di scegliere i 28 pneumatici da utilizzare in prove, warm-up e gara. Per quanto riguarda la scocca, la FIA obbligò le scuderie a potenziare la struttura contro gli urti nel posteriore delle vetture, portandolo al livello dell'alettone posteriore, soluzione che la Ferrari utilizzava già nel 1996. Per quanto riguarda l'alettone anteriore, la FIA obbliga le squadre ad eliminare le superfici spigolose in prossimità delle ruote anteriori, onde evitare tagli pericolosi negli pneumatici con conseguenti forature.

### Regolamento sportivo
Il principale cambio di regolamento sportivo fu utilizzato dopo l’inizio della stagione. La Mastercard Lola si ritirò dalla Formula 1 dopo il primo round della stagione, così le vetture divennero solo 22, e dunque la FIA decise che dal Gran Premio del Brasile (secondo round della stagione) non si sarebbero più dovute fare le pre-qualifiche.

## Riassunto della stagione

### Gran Premio d'Australia

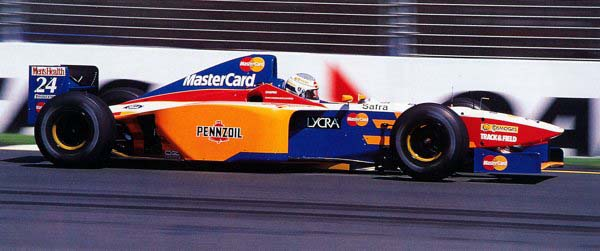
La MasterCard Lola T97/30 partecipò solo al primo appuntamento iridato, in occasione del Gran Premio d'Australia a Melbourne (non riuscendo a qualificarsi per la gara), prima di ritirarsi dal campionato.

La Williams si presenta al primo appuntamento stagionale come la vettura favorita per il titolo e conquista l'intera prima fila. Al via Eddie Irvine entra in collisione con Villeneuve alla prima curva facendolo uscire di pista. In testa passa così l'altro pilota della scuderia di Grove, il tedesco Frentzen, il quale però, a causa di alcuni problemi ai freni, deve cedere il passo a David Coulthard e Michael Schumacher, che terminano poi la gara nelle stesse posizioni. I problemi di Frentzen si accentuano sempre di più fino alla rottura di un disco del freno, che lo costringe al ritiro a pochi giri dal termine. Il tedesco verrà comunque classificato all'ottavo posto. Inizio travagliato per il campione del mondo in carica Damon Hill: dopo aver ottenuto la ventesima posizione in griglia di partenza, si deve ritirare addirittura nel giro di ricognizione a causa della rottura dell'acceleratore. Buona gara invece per Häkkinen, terzo al traguardo, seguito da Gerhard Berger, Olivier Panis e dall'italiano della Sauber Nicola Larini. Per l'unica volta in questo campionato prende parte all'evento la Lola, con entrambi i piloti che non riescono a qualificarsi. La McLaren si ritrova quindi inaspettatamente a comandare entrambe le classifiche iridate.

### Gran Premio del Brasile
Il successivo appuntamento in Brasile ristabilisce i reali valori in campo: la Williams si conferma la vettura più competitiva e Villeneuve conquista nuovamente la pole position. Alle sue spalle si classificano Schumacher, Berger e Häkkinen. Al via Schumacher, nonostante guidi una vettura meno prestazionale, riesce a scattare meglio del rivale canadese superandolo. Villeneuve, nel tentativo di resistere al sorpasso del tedesco, esce di pista imitato da altri piloti. La Stewart di Barrichello rimane ferma sulla linea di partenza e la direzione gara opta quindi per una nuova partenza. Al secondo via Schumacher scatta nuovamente meglio di Villeneuve e si porta in testa, ma già alla fine del primo giro il canadese è davanti al tedesco. Villeneuve guida agevolmente la corsa seguito da Berger e dalla Prost di Olivier Panis. Dopo l'ultima tornata di rifornimenti, però, il canadese incomincia a soffrire dei problemi con le gomme permettendo a Berger di recuperare notevolmente nei suoi confronti ma non abbastanza per superarlo. Il canadese vince così il Gran Premio davanti all'austriaco e Panis: a punti si classificano Mika Häkkinen, Michael Schumacher e Jean Alesi. Ancora una volta Damon Hill è, suo malgrado, protagonista di una gara difficile nonostante una buona qualifica. Grandi difficoltà anche per Eddie Irvine, che durante le qualifiche non va oltre la settima fila e in gara giunge addirittura sedicesimo a due giri dal vincitore. Villeneuve affianca Coulthard nella Classifica Piloti mentre la McLaren mantiene il comando della Classifica Costruttori.

### Gran Premio d'Argentina

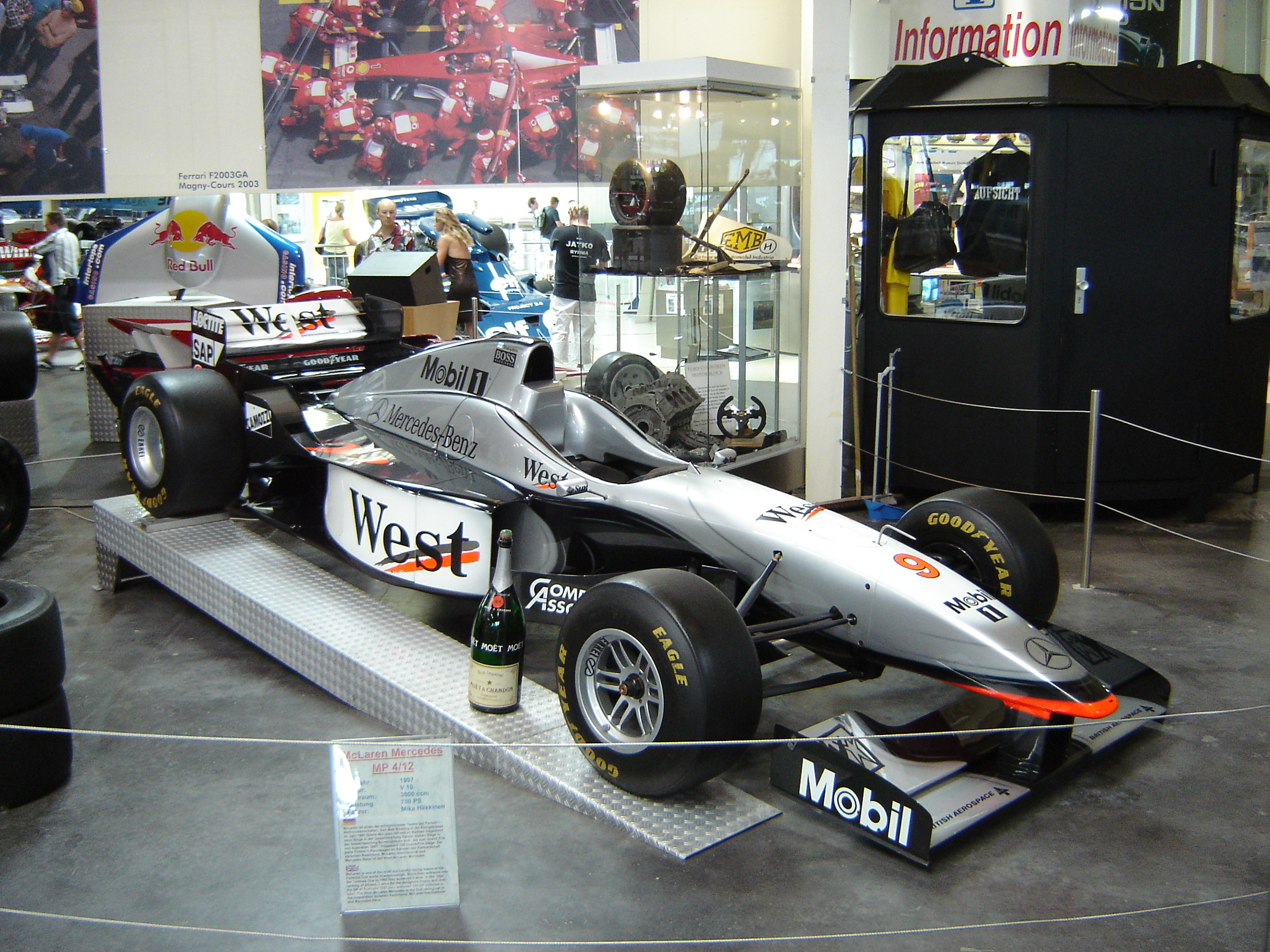
La McLaren MP4/12 che corse nella stagione di Formula 1 1997.

Il successivo appuntamento ha luogo il 13 aprile in Argentina e l'andamento segue quello delle prime due gare, con la Williams che monopolizza la prima fila. Alle loro spalle si qualificano Panis e Michael Schumacher.
Al via il tedesco tampona Panis e poi Barrichello, piegando una sospensione e dovendosi ritirare dopo pochi metri. Dopo pochi giri si deve ritirare anche Frentzen a causa di un problema idraulico: abbandona così la seconda posizione che viene ereditata da Panis, il quale sarà però a sua volta costretto al ritiro. A lottare per il podio si ritrovano così Eddie Irvine, Fisichella e Ralf Schumacher. Il tedesco, nel tentativo di superare il compagno di squadra, compie una manovra azzardata spingendo l'italiano nella ghiaia guadagnando però il terzo posto. Irvine inizia a recuperare su Villeneuve, al comando della gara: i due concluderanno la gara quasi appaiati ma sarà il canadese a conquistare la vittoria. Per la prima volta nella stagione, la safety car fa il suo ingresso in pista.
Sul gradino più basso del podio sale Ralf Schumacher: a punti si classificano Johnny Herbert, Mika Häkkinen e Gerhard Berger. Villeneuve allunga in testa alla classifica distanziando il più diretto inseguitore Coulthard. Allo stesso modo la Williams conquista, seppure per un solo punto, la testa della Classifica Costruttori, seguita dalla McLaren e dalla Ferrari.

### Gran Premio di San Marino
Il successivo Gran Premio ad Imola vede ancora una volta la prima fila monopolizzata dalla Williams: Villeneuve ottiene la pole position seguito da Frentzen e Schumacher. A seguito di un Gran Premio privo di grandi emozioni e che registra il secondo ritiro stagionale di Villeneuve dovuto a problemi di affidabilità, il tedesco Frentzen vince di misura sulla Ferrari di Schumacher; completa il podio Irvine che conquista la terza piazza. A punti giungono infine Giancarlo Fisichella, Jean Alesi e Mika Häkkinen.

### Gran Premio di Monaco
Sulle strade del Principato il tedesco Frentzen ottiene la prima pole position stagionale davanti a Schumacher e Villeneuve. In gara, che si disputa in condizioni d'asfalto bagnato, la Williams, al contrario dei piloti Ferrari che montano gomme intermedie, commette un grave errore strategico montando ai suoi piloti gomme da asciutto. Schumacher scatta bene e prende così il comando seguito da Fisichella, ma le difficoltà dei piloti della Williams permettono al pilota tedesco di gestire il vantaggio senza forzare: alle sue spalle, al termine di una gara che vedrà solamente dodici piloti giunti al traguardo, si classificheranno la sorprendente Stewart di Barrichello e il compagno di squadra Eddie Irvine. Grazie a questi risultati la scuderia di Maranello conquista la vetta della Classifica Costruttori mentre Schumacher si issa al primo posto della Classifica Piloti. A punti giungono infine Panis, Mika Salo, che conquista i primi punti stagionali della Tyrrell, e Giancarlo Fisichella.

### Gran Premio di Spagna
In occasione del Gran Premio di Spagna, su un tracciato storicamente favorevole alla Williams, la Ferrari si deve accontentare di raccogliere il massimo ottenibile. Nelle qualifiche prosegue il dominio della squadra inglese, che centra la sesta pole position consecutiva della stagione: il leader della Classifica Piloti Schumacher è solo settimo.
In gara il risultato ricalca quanto già visto nelle qualifiche: Villeneuve, grazie ad una vettura perfetta bilanciata da un assetto eccezionale, vince in scioltezza davanti al sempre più sorprendente Panis e al redivivo Alesi. Male invece l'altra Williams di Frentzen, che conclude addirittura ottavo. Completano la zona punti Michael Schumacher, che imposta la gara su una strategia difensiva, tesa a contenere l'usura delle gomme e che comunque si rivela efficace, Johnny Herbert e David Coulthard, che torna a punti dopo la vittoria in Australia. Grandi difficoltà anche per Irvine, solo dodicesimo al traguardo, e per il campione del mondo in carica Damon Hill, ancora a secco di punti e penalizzato sia dalla vettura sia dagli pneumatici Bridgestone, ancora acerbi.

### Gran Premio del Canada

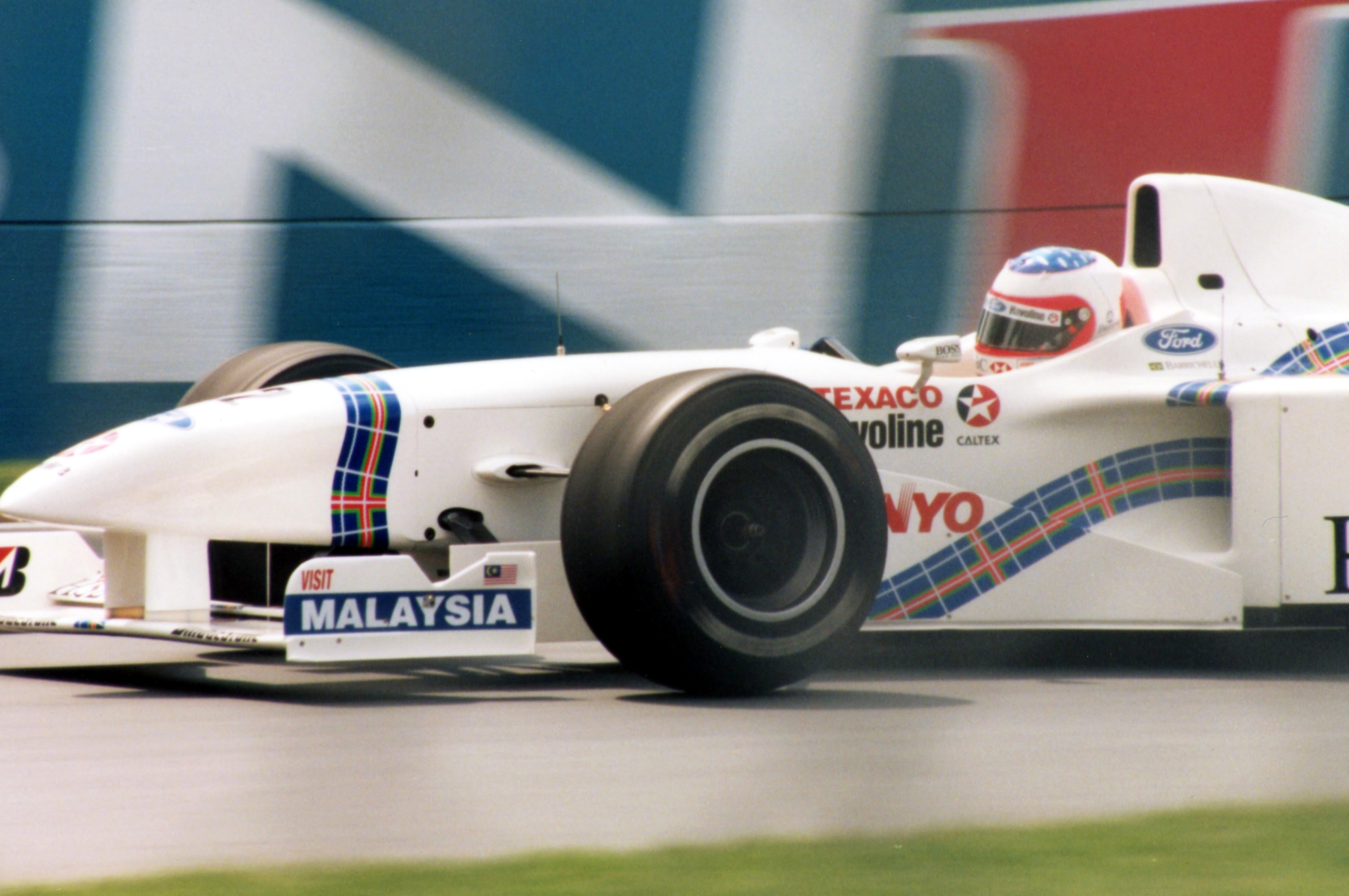
Barrichello impegnato in Canada, autore di una buona stagione con l'esordiente Stewart.

In occasione della gara del Canada per la prima volta nel corso della stagione viene interrotto il dominio della Williams in qualifica: è Michael Schumacher a conquistare la pole position, seppur con un vantaggio risicatissim su Villeneuve.
In gara il canadese commette il suo primo errore della sua stagione: al termine del secondo giro, nel tentativo di mantenere il ritmo di Schumacher, effettua un testacoda all'uscita dell'ultima variante andando a sbattere contro il cosiddetto Muro dei Campioni, del quale Schumacher stesso ne farà la conoscenza nel 1999. Il tedesco si invola così verso una facile vittoria, favorita anche dal fatto che Coulthard, il più diretto inseguitore del tedesco e premiato da una strategia rivelatasi particolarmente valida, è rallentato da alcuni problemi tecnici.
La gara è però funestata dal terribile incidente di Olivier Panis, che impatta violentemente contro un muro rompendosi le gambe: l'incidente porta alla conclusione anticipata della gara al 54º giro in luogo dei 69 previsti e mette praticamente fine alla stagione di Panis, nonostante un ritorno del pilota a tre gare dal termine. In occasione del Gran Premio del Canada avviene il debutto in Formula 1 di Alexander Wurz in sostituzione di Gerhard Berger, sostituito da Briatore a causa di un'infiammazione ai polmoni.

### Gran Premio di Francia
Su di un circuito in cui la Ferrari non è data per favorita, Michael Schumacher conquista la seconda pole position consecutiva con autorevolezza e dimostrando una ritrovata competitività nelle qualifiche.
In gara il copione non cambia: il tedesco impone un ritmo elevatissimo tentando la fuga con il connazionale Frentzen che non riesce a tenere il passo. A metà gara comincia a piovere, ma Schumacher non effettua la sosta e continua con le gomme da asciutto, andando a vincere e confermando i progressi della F310B, che si avvicina sempre di più alla Williams in termini prestazionali. Alle spalle dei due tedeschi si classifica Eddie Irvine, che tiene dietro Villeneuve il quale commette un testacoda all'ultima curva nel tentativo di sorpassare l'irlandese senza però riportare alcun danno.
Schumacher incrementa il suo vantaggio nella Classifica Piloti guidandola con quattordici punti di vantaggio sul canadese: per ciò che concerne la Classifica Costruttori, la Ferrari si mantiene in testa con tredici punti di margine sulle immediate inseguitrici.

### Gran Premio di Gran Bretagna

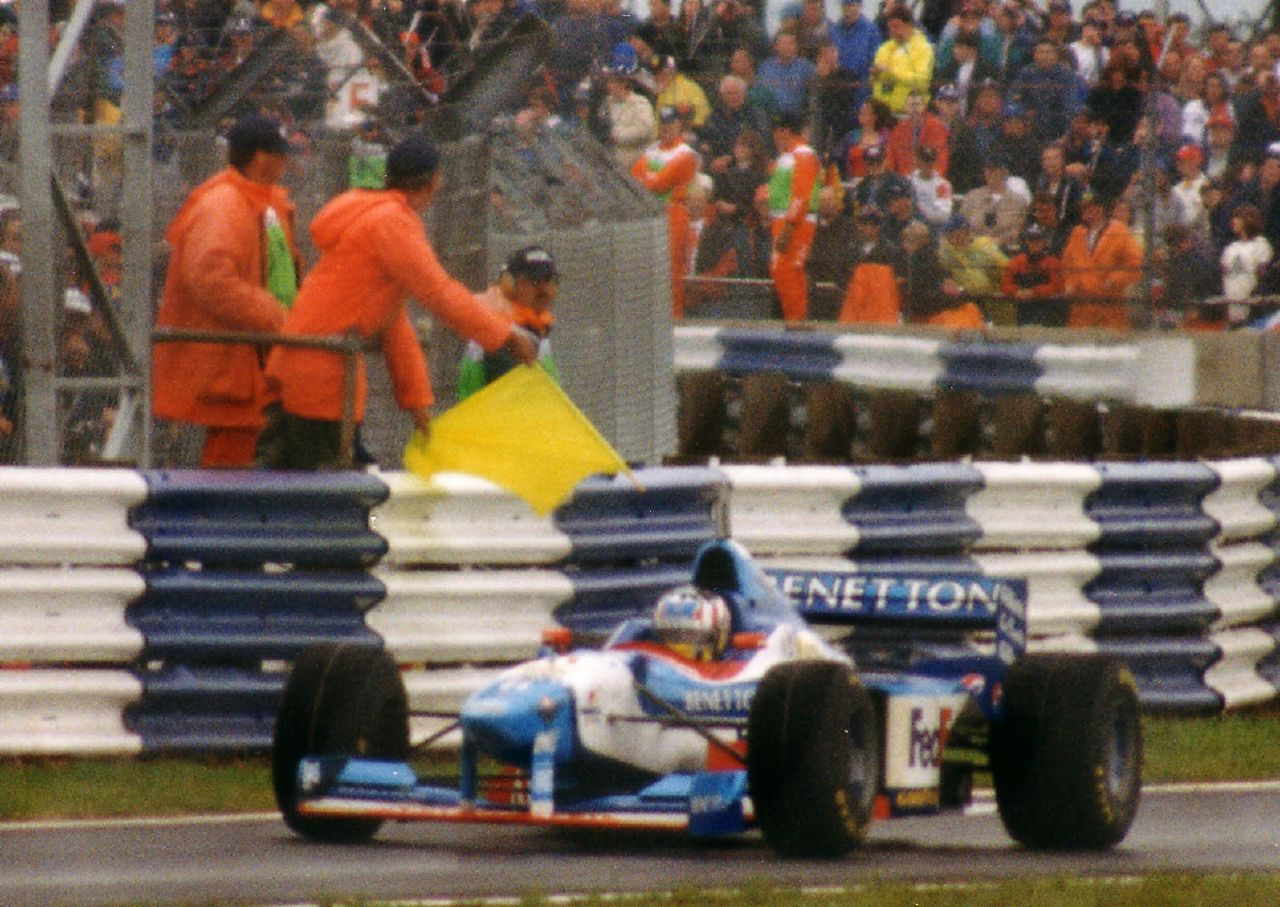
Alexander Wurz in azione a Silverstone: l'austriaco sostituì il connazionale Berger per tre gare.

In occasione del Gran Premio di Gran Bretagna la Williams ritrova competitività nelle qualifiche, e Villeneuve riesce anche a condurre la corsa fino al suo primo pit-stop quando viene rallentato da un problema al fissaggio di una ruota, permettendo così a Schumacher di prendere il comando, con il solo Häkkinen capace di tenergli testa.
Al 38º giro, però, per la prima volta in tutta la stagione, un problema di affidabilità colpisce la Ferrari: un cuscinetto di una ruota si rompe e il tedesco è costretto al ritiro. Pochi giri più tardi anche l'altra Ferrari, quella di Eddie Irvine, si ritira a causa della rottura di un semiasse. Il comando viene ereditato da Mika Häkkinen, ma la sorte arride a Villeneuve perché a sole sei tornate dal termine il motore del finlandese cede impedendogli di cogliere la sua prima vittoria in carriera.
A vincere è dunque Villeneuve, che grazie alla vittoria si riporta a quattro lunghezze da Schumacher seguito dalle due Benetton di Jean Alesi e Alexander Wurz. A completare i classificati a punti ci sono Coulthard seguito da Ralf Schumacher e Damon Hill, che coglie finalmente il primo punto iridato con la Arrows.

### Gran Premio di Germania

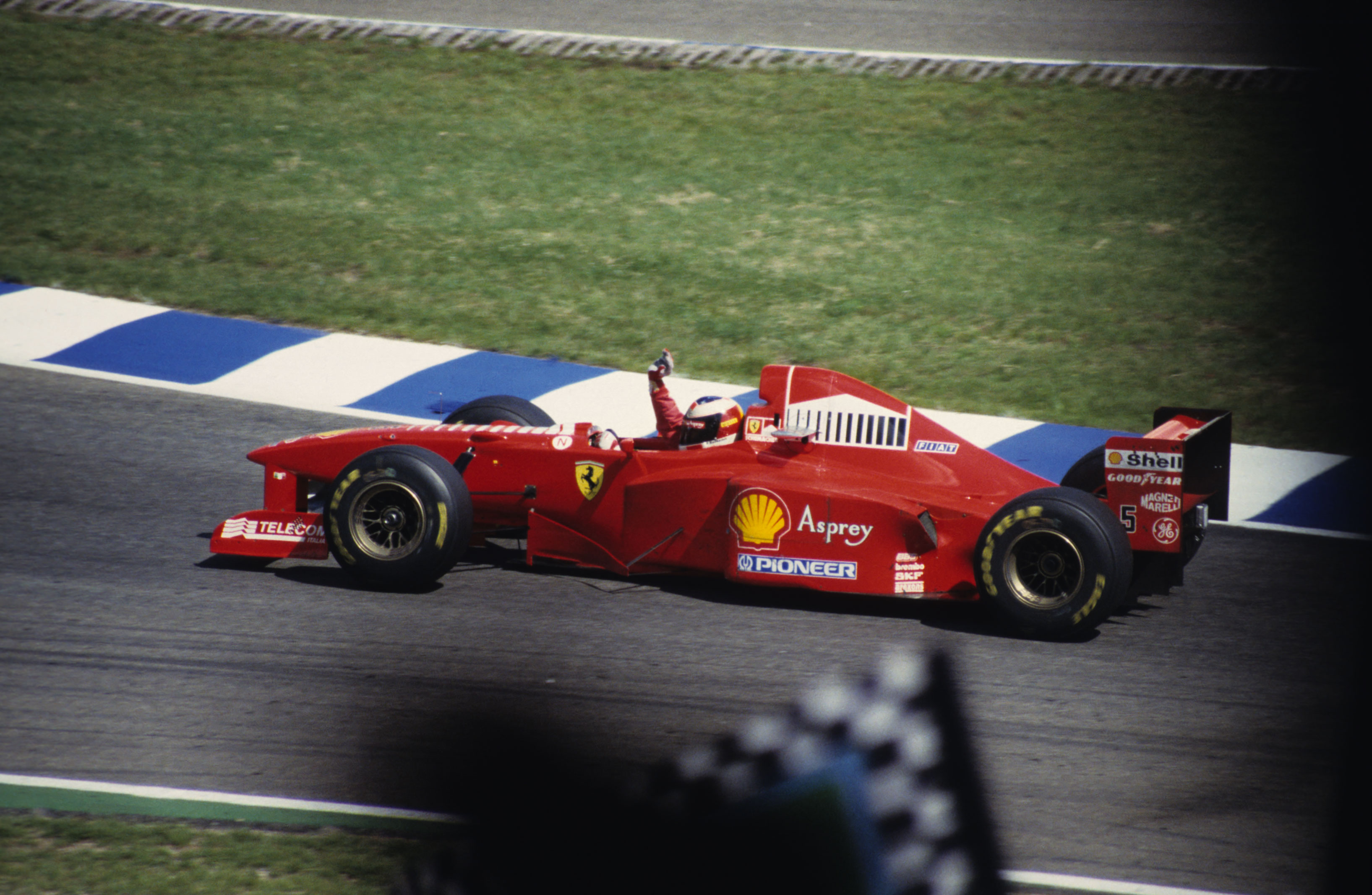
M. Schumacher saluta il pubblico al termine del Gran Premio di Germania, concluso dal tedesco in seconda posizione.

Al rientro dopo un'assenza durata tre Gran Premi, il Gran Premio di Germania vede il veterano Berger conquistare la pole position, la vittoria e il giro più veloce in gara, a coronamento di un fine settimana formidabile in un circuito che in passato l'aveva visto varie volte protagonista: nel 1994 riuscì a rompere l'astinenza della Ferrari riportandola alla vittoria dopo oltre tre anni, mentre nel 1996 solo una rottura del motore a tre giri dal termine non gli consentì di bissare il successo.
Alle spalle del pilota austriaco si classifica Michael Schumacher, che si deve accontentare della piazza d'onore. Per il tedesco il risultato è comunque positivo in termini di classifica perché Jacques Villeneuve, il suo più diretto inseguitore, è costretto al ritiro a causa di un contatto con Jarno Trulli, il quale comunque riesce a terminare la gara al quarto posto ottenendo così i primi punti in carriera. Alle sue spalle, a completare la zona punti, si classificano Ralf Schumacher e Jean Alesi.

### Gran Premio d'Ungheria
Nella trasferta in Ungheria, in un circuito in cui non è data per favorita, la Ferrari di Schumacher conquista la pole position nelle qualifiche. I buoni risultati sono dovuti anche al nuovo telaio di cui dispone la monoposto italiana, più leggero del precedente, ma nel corso del warm up il tedesco danneggia irreparabilmente la vettura ed è costretto a partire con il muletto, che monta il vecchio telaio: per il tedesco la gara si conclude con il quarto posto.
Grande gara di Damon Hill, che sfrutta al meglio l'ottimo rendimento degli pneumatici Bridgestone, a loro agio sul circuito ungherese. L'inglese passa in testa e conduce la corsa fino a due giri dalla fine, quando un problema di elettronica lo fa rallentare. Raggiunto da Villeneuve, viene superato e relegato al secondo posto. Nonostante l'amarezza per la vittoria sfumata a pochi chilometri dalla fine, per la Arrows rimane un risultato importante.
Schumacher si mantiene in testa alla Classifica Piloti seppur con soli tre punti di vantaggio.

### Gran Premio del Belgio
In occasione della tappa in Belgio torna a dominare le qualifiche Jacques Villeneuve, che ottiene la pole position davanti a Jean Alesi e Michael Schumacher.
I programmi della Williams vengono sconvolti a poco meno di mezz'ora dalla partenza, quando sul circuito belga comincia a piovere intensamente. In tali condizioni la Ferrari sembra essere avvantaggiata, anche in virtù delle ottime capacità di guida sul bagnato di Schumacher. La FIA impone quindi ai piloti di partire dietro la safety car, che al terzo giro rientra. Quando il Gran Premio prende il via la pioggia non sta più cadendo sul tracciato e Schumacher si prende il rischio di montare gomme intermedie, nella speranza che non ci siano ulteriori scrosci di pioggia. Le condizioni meteorologiche premiano il tedesco, che già al quinto giro è in testa con un grande margine sugli inseguitori: al termine della Giancarlo Fisichella, secondo classificato al traguardo, giungerà con mezzo minuto di ritardo da Schumacher.
Sul gradino più basso del podio sale Häkkinen, che successivamente verrà squalificato dopo aver corso sub-judice e nonostante l'appello presentato dalla squadra che verrà poi rigettato: il suo posto è preso quindi da Frentzen. In zona punti terminano Johnny Herbert, che prosegue nel suo momento positivo iniziato con il podio conquistato in Ungheria, Jacques Villeneuve e Gerhard Berger.

### Gran Premio d'Italia

David Coulthard taglia vittorioso il traguardo di Monza.

Per la seconda volta nel corso della stagione la Benetton si produce in un acuto: in Italia, infatti, Jean Alesi conquista la pole position. Da contraltare la prestazione della Ferrari, in grande difficoltà davanti al pubblico di casa, con Schumacher e Irvine che partono entrambi in quinta fila.
La gara non riserva grandi emozioni e la Williams non riesce a sfruttare in pieno le difficoltà in cui versa la Ferrari: al via Schumacher guadagna qualche posizione, mentre Villeneuve, partito quarto, ne perde una. La vittoria è appannaggio di David Coulthard, che bissa il successo dell'Australia rivelandosi una delle poche differenze nella classifica finale rispetto alla griglia di partenza.

### Gran Premio d'Austria
Le difficoltà della Ferrari proseguono in Austria, dove la scuderia italiana non riesce a trovare l'assetto giusto: nelle qualifiche, infatti, si ripete il risultato di Monza, con Eddie Irvine ottavo e Schumacher nono. Villeneuve conquista invece la pole position davanti a Mika Häkkinen e Jarno Trulli.
Al via il canadese ha uno spunto peggiore rispetto ai suoi inseguitori, che riescono così a superarlo guadagnando entrambi una posizione. Il finlandese, però, già al primo giro rompe il motore lasciando così all'italiano la testa della gara. Nelle retrovie Schumacher cerca di recuperare alcune posizioni. A tredici giri dalla fine la Prost di Trulli accusa dei problemi al motore che costringono il pilota italiano al ritiro: Villeneuve passa al comando mentre Schumacher risale fino in terza posizione, ma il tedesco commette un'ingenuità sorpassando in presenza delle bandiere gialle. Al tedesco viene inflitta la penalità dello stop & go e una volta scontata si ritrova fuori dalla zona punti.
Il tedesco riesce comunque a recuperare fino al sesto posto, ma vede ridotto il suo vantaggio nei confronti di Villeneuve ad un solo punto. Per quanto riguarda la classifica costruttori, la Williams sorpassa la Ferrari portandosi al comando.

### Gran Premio del Lussemburgo

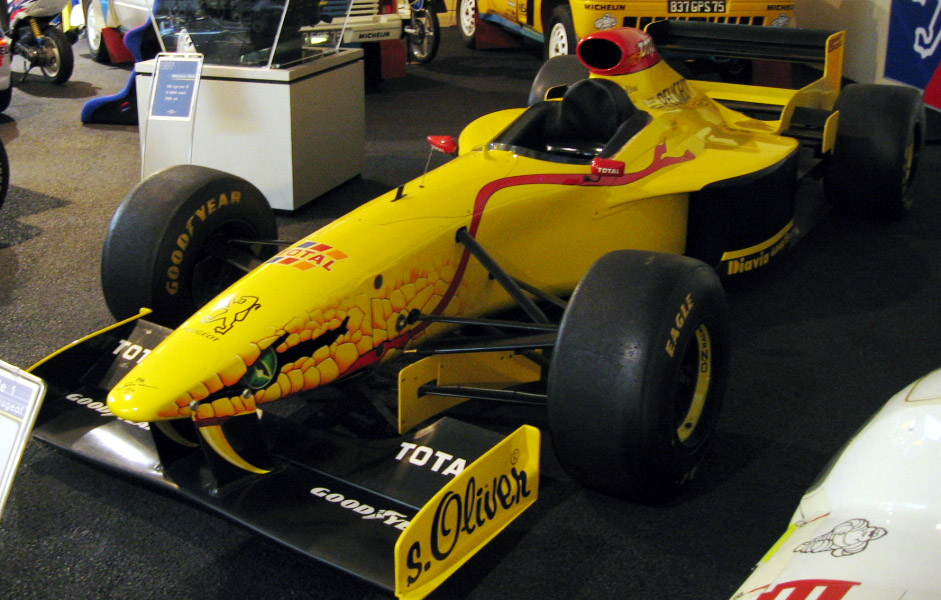
La Jordan 197, giunta in tre occasioni sul podio.

In occasione delle qualifiche del Gran Premio del Lussemburgo la McLaren di Mika Häkkinen conquista la pole position davanti a Villeneuve mentre il leader della Classifica Piloti Michael Schumacher è solo quinto.
Al via il tedesco viene coinvolto in una carambola scaturita dal fratello Ralf, che tampona Fisichella danneggiando contemporaneamente una sospensione a Michael. Il tedesco della Ferrari è costretto al ritiro e Villeneuve ha la possibilità di allungare in campionato. Il canadese, favorito dal ritiro delle due McLaren che comandavano la corsa, vince il Gran Premio e si porta in testa alla Classifica Piloti con nove punti di vantaggio su Schumacher. Allo stesso tempo la Williams allunga nella classifica costruttori.
Fine settimana completamente da dimenticare invece per la Ferrari: oltre al ritiro di Schumacher, la scuderia di Maranello deve fronteggiare anche il ritiro di Eddie Irvine a causa della rottura del propulsore.

### Gran Premio del Giappone
Dopo una serie di opache prestazioni, la Ferrari ritorna al successo in Giappone, approfittando anche dell'ingenuità commessa da Villeneuve nel corso della sessione di prove libere. Nel corso della giornata di sabato, infatti, il canadese effettua un sorpasso in regime di bandiere gialle: avendo compiuto la stessa infrazione già in altre occasioni ed essendo pertanto recidivo, il leader del campionato viene fatto correre sub judice per poi essere squalificato a fine gara venendo privato del quinto posto ottenuto.
Durante l'intera gara Schumacher bada soprattutto a controllare gli avversari vincendo davanti a Frentzen e al compagno di squadra Irvine, il quale precede a sua volta Häkkinen, Alesi e Herbert. Schumacher torna quindi in testa alla classifica per un solo punto. Per ciò che concerne la classifica costruttori la Ferrari, pur riducendo lo svantaggio nei confronti della Williams, non riesce ad ottenere un punteggio sufficiente a mantenere aperta la lotta regalando perciò il titolo alla scuderia di Grove.

### Gran Premio d'Europa
Il vincitore del titolo mondiale verrà incoronato a Jerez de la Frontera. Nel corso delle qualifiche, caso unico nella Formula 1, tre piloti realizzano lo stesso identico tempo. Secondo le regole la pole position spetta al primo che ha realizzato il tempo, ovvero al canadese Villeneuve.
Nella conferenza stampa antecedente alla gara, i due contendenti auspicano una lotta dura ma corretta: lo stesso Villeneuve punzecchia solamente Eddie Irvine, in passato protagonista di episodi controversi. Al via Schumacher scatta bene e si porta in testa, mentre il canadese pattina troppo e viene superato anche dal compagno di squadra, il quale gli lascerà comunque strada. Il tedesco della Ferrari rimane in testa anche dopo le tornate dei rifornimenti, ma Villeneuve si mantiene vicino e lentamente recupera su Schumacher. A ventidue giri dal termine il canadese cerca il sorpasso sul tedesco, Schumacher lo chiude colpendolo. A causa dell'impatto Schumacher è costretto a ritirarsi immediatamente, terminando la sua gara nella sabbia; Villeneuve, pur avendo l'auto danneggiata, riesce a proseguire.
Nel finale di gara Villeneuve non si prende alcun rischio lasciando passare le due McLaren e permettendo a Mika Häkkinen di cogliere la sua prima vittoria in Formula 1. L'episodio dell'incidente tra Schumacher e Villeneuve avrà degli strascichi pesanti, tanto che l'11 novembre dello stesso anno la FIA squalificherà il pilota tedesco eliminandolo dalla classifica, pur concedendogli di conservare punti e vittorie ottenute.

## Risultati

### Risultati dei Gran Premi
| N° | Gara                         | Luogo                     | Pole position         | Giro più veloce       | Pilota vincitore      | Costruttore      | Resoconto |
| -- | ---------------------------- | ------------------------- | --------------------- | --------------------- | --------------------- | ---------------- | --------- |
| 1  | Gran Premio d'Australia      | Melbourne                 | Jacques Villeneuve    | Heinz-Harald Frentzen | David Coulthard       | McLaren-Mercedes | Resoconto |
| 2  | Gran Premio del Brasile      | Interlagos                | Jacques Villeneuve    | Jacques Villeneuve    | Jacques Villeneuve    | Williams-Renault | Resoconto |
| 3  | Gran Premio d'Argentina      | Buenos Aires              | Jacques Villeneuve    | Gerhard Berger        | Jacques Villeneuve    | Williams-Renault | Resoconto |
| 4  | Gran Premio di San Marino    | Imola                     | Jacques Villeneuve    | Heinz-Harald Frentzen | Heinz-Harald Frentzen | Williams-Renault | Resoconto |
| 5  | Gran Premio di Monaco        | Monaco                    | Heinz-Harald Frentzen | Michael Schumacher    | Michael Schumacher    | Ferrari          | Resoconto |
| 6  | Gran Premio di Spagna        | Catalunya                 | Jacques Villeneuve    | Giancarlo Fisichella  | Jacques Villeneuve    | Williams-Renault | Resoconto |
| 7  | Gran Premio del Canada       | Circuit Gilles Villeneuve | Michael Schumacher    | David Coulthard       | Michael Schumacher    | Ferrari          | Resoconto |
| 8  | Gran Premio di Francia       | Magny-Cours               | Michael Schumacher    | Michael Schumacher    | Michael Schumacher    | Ferrari          | Resoconto |
| 9  | Gran Premio di Gran Bretagna | Silverstone               | Jacques Villeneuve    | Michael Schumacher    | Jacques Villeneuve    | Williams-Renault | Resoconto |
| 10 | Gran Premio di Germania      | Hockenheimring            | Gerhard Berger        | Gerhard Berger        | Gerhard Berger        | Benetton-Renault | Resoconto |
| 11 | Gran Premio d'Ungheria       | Hungaroring               | Michael Schumacher    | Heinz-Harald Frentzen | Jacques Villeneuve    | Williams-Renault | Resoconto |
| 12 | Gran Premio del Belgio       | Spa-Francorchamps         | Jacques Villeneuve    | Jacques Villeneuve    | Michael Schumacher    | Ferrari          | Resoconto |
| 13 | Gran Premio d'Italia         | Monza                     | Jean Alesi            | Mika Häkkinen         | David Coulthard       | McLaren-Mercedes | Resoconto |
| 14 | Gran Premio d'Austria        | A1-Ring                   | Jacques Villeneuve    | Jacques Villeneuve    | Jacques Villeneuve    | Williams-Renault | Resoconto |
| 15 | Gran Premio del Lussemburgo  | Nürburgring               | Mika Häkkinen         | Heinz-Harald Frentzen | Jacques Villeneuve    | Williams-Renault | Resoconto |
| 16 | Gran Premio del Giappone     | Suzuka                    | Jacques Villeneuve    | Heinz-Harald Frentzen | Michael Schumacher    | Ferrari          | Resoconto |
| 17 | Gran Premio d'Europa         | Jerez                     | Jacques Villeneuve    | Heinz-Harald Frentzen | Mika Häkkinen         | McLaren-Mercedes | Resoconto |

## Classifiche

### Sistema di punteggio
| Posizione | 1ª | 2ª | 3ª | 4ª | 5ª | 6ª |
| Punti     | 10 | 6  | 4  | 3  | 2  | 1  |

### Classifica piloti
| Pos. | Pilota                |     |     |     |     |     |     |     |     |     |     |     |     |     |     |     |     |     | Punti |
| ---- | --------------------- | --- | --- | --- | --- | --- | --- | --- | --- | --- | --- | --- | --- | --- | --- | --- | --- | --- | ----- |
| 1    | Jacques Villeneuve    | Rit | 1   | 1   | Rit | Rit | 1   | Rit | 4   | 1   | Rit | 1   | 5   | 5   | 1   | 1   | SQ  | 3   | 81    |
| 2    | Heinz-Harald Frentzen | 8*  | 9   | Rit | 1   | Rit | 8   | 4   | 2   | Rit | Rit | Rit | 3   | 3   | 3   | 3   | 2   | 6   | 42    |
| 3    | David Coulthard       | 1   | 10  | Rit | Rit | Rit | 6   | 7   | 7*  | 4   | Rit | Rit | Rit | 1   | 2   | Rit | 10* | 2   | 36    |
| 4    | Jean Alesi            | Rit | 6   | 7   | 5   | Rit | 3   | 2   | 5   | 2   | 6   | 11  | 8   | 2   | Rit | 2   | 5   | 13  | 36    |
| 5    | Gerhard Berger        | 4   | 2   | 6   | Rit | 9   | 10  |     |     |     | 1   | 8   | 6   | 7   | 10  | 4   | 8   | 4   | 27    |
| 6    | Mika Häkkinen         | 3   | 4   | 5   | 6   | Rit | 7   | Rit | Rit | Rit | 3   | Rit | SQ  | 9   | Rit | Rit | 4   | 1   | 27    |
| 7    | Eddie Irvine          | Rit | 16  | 2   | 3   | 3   | 12  | Rit | 3   | Rit | Rit | 9*  | 10  | 8   | Rit | Rit | 3   | 5   | 24    |
| 8    | Giancarlo Fisichella  | Rit | 8   | Rit | 4   | 6   | 9   | 3   | 9   | 7   | 11  | Rit | 2   | 4   | 4   | Rit | 7   | 11  | 20    |
| 9    | Olivier Panis         | 5   | 3   | Rit | 8   | 4   | 2   | 11* |     |     |     |     |     |     |     | 6   | Rit | 7   | 16    |
| 10   | Johnny Herbert        | Rit | 7   | 4   | Rit | Rit | 5   | 5   | 8   | Rit | Rit | 3   | 4   | Rit | 8   | 7   | 6   | 8   | 15    |
| 11   | Ralf Schumacher       | Rit | Rit | 3   | Rit | Rit | Rit | Rit | 6   | 5   | 5   | 5   | Rit | Rit | 5   | Rit | 9   | Rit | 13    |
| 12   | Damon Hill            | NP  | 17* | Rit | Rit | Rit | Rit | 9   | 12  | 6   | 8   | 2   | 13  | Rit | 7   | 8   | 11  | Rit | 7     |
| 13   | Rubens Barrichello    | Rit | Rit | Rit | Rit | 2   | Rit | Rit | Rit | Rit | Rit | Rit | Rit | 13  | 14* | Rit | Rit | Rit | 6     |
| 14   | Alexander Wurz        |     |     |     |     |     |     | Rit | Rit | 3   |     |     |     |     |     |     |     |     | 4     |
| 15   | Jarno Trulli          | 9   | 12  | 9   | Rit | Rit | 15  | Rit | 10  | 8   | 4   | 7   | 15  | 10  | Rit |     |     |     | 3     |
| 16   | Pedro Paulo Diniz     | 10  | Rit | Rit | Rit | Rit | Rit | 8   | Rit | Rit | Rit | Rit | 7   | Rit | 13  | 5   | 12  | Rit | 2     |
| 17   | Mika Salo             | Rit | 13  | 8   | 9   | 5   | Rit | Rit | Rit | Rit | Rit | 13  | 11  | Rit | Rit | 10  | Rit | 12  | 2     |
| 18   | Shinji Nakano         | 7   | 14  | Rit | Rit | Rit | Rit | 6   | Rit | 11* | 7   | 6   | Rit | 11  | Rit | Rit | Rit | 10  | 2     |
| 19   | Nicola Larini         | 6   | 11  | Rit | 7   | Rit |     |     |     |     |     |     |     |     |     |     |     |     | 1     |
| 20   | Jan Magnussen         | Rit | Rit | 10  | Rit | 7   | 13  | Rit | Rit | Rit | Rit | Rit | 12  | Rit | Rit | Rit | Rit | 9   | 0     |
| 21   | Jos Verstappen        | Rit | 15  | Rit | 10  | 8   | 11  | Rit | Rit | Rit | 10  | Rit | Rit | Rit | 12  | Rit | 13  | 16  | 0     |
| 22   | Gianni Morbidelli     |     |     |     |     |     | 14  | 10  |     |     |     | Rit | 9   | 12  | 9   | 9   | Rit |     | 0     |
| 23   | Norberto Fontana      |     |     |     |     |     |     |     | Rit | 9   | 9   |     |     |     |     |     |     | 14  | 0     |
| 24   | Ukyo Katayama         | Rit | 18  | Rit | 11  | 10  | Rit | Rit | 11  | Rit | Rit | 10  | 14  | Rit | 11  | Rit | Rit | 17  | 0     |
| 25   | Tarso Marques         |     |     |     |     |     |     |     | Rit | 10  | Rit | 12  | Rit | 14  | ES  | Rit | Rit | 15  | 0     |
| –    | Vincenzo Sospiri      | NQ  |     |     |     |     |     |     |     |     |     |     |     |     |     |     |     |     | 0     |
| –    | Ricardo Rosset        | NQ  |     |     |     |     |     |     |     |     |     |     |     |     |     |     |     |     | 0     |
| SQ   | Michael Schumacher    | 2   | 5   | Rit | 2   | 1   | 4   | 1   | 1   | Rit | 2   | 4   | 1   | 6   | 6   | Rit | 1   | Rit | 78‡   |
| Pos. | Pilota                |     |     |     |     |     |     |     |     |     |     |     |     |     |     |     |     |     | Punti |

| Legenda | 1º posto     | 2º posto | 3º posto    | A punti         | Senza punti/Non class.  | Grassetto – Pole position Corsivo – Giro più veloce |
| Legenda | Squalificato | Ritirato | Non partito | Non qualificato | Solo prove/Terzo pilota | Grassetto – Pole position Corsivo – Giro più veloce |

* Indica quei piloti che non hanno terminato la gara ma sono ugualmente classificati avendo coperto, come previsto dal regolamento, almeno il 90% della distanza totale.
- Per l'incidente contro Villeneuve nel Gran Premio d'Europa, Michael Schumacher fu escluso dalla classifica piloti.

### Classifica costruttori
| Pos | Costruttore      | Pilota        | AUS | BRA | ARG | SMR | MON | SPA | CAN | FRA | GBR | GER | UNG | BEL | ITA | AUT | LUS | GIA | EUR | Punti |
| --- | ---------------- | ------------- | --- | --- | --- | --- | --- | --- | --- | --- | --- | --- | --- | --- | --- | --- | --- | --- | --- | ----- |
| 1   | Williams-Renault | Villeneuve    | Rit | 1   | 1   | Rit | Rit | 1   | Rit | 4   | 1   | Rit | 1   | 5   | 5   | 1   | 1   | SQ  | 3   | 123   |
| 1   | Williams-Renault | Frentzen      | 8   | 9   | Rit | 1   | Rit | 8   | 4   | 2   | Rit | Rit | Rit | 3   | 3   | 3   | 3   | 2   | 6   | 123   |
| 2   | Ferrari          | M. Schumacher | 2   | 5   | Rit | 2   | 1   | 4   | 1   | 1   | Rit | 2   | 4   | 1   | 6   | 6   | Rit | 1   | Rit | 102   |
| 2   | Ferrari          | Irvine        | Rit | 16  | 2   | 3   | 3   | 12  | Rit | 3   | Rit | Rit | 9   | 10  | 8   | Rit | Rit | 3   | 5   | 102   |
| 3   | Benetton-Renault | Alesi         | Rit | 6   | 7   | 5   | Rit | 3   | 2   | 5   | 2   | 6   | 11  | 8   | 2   | Rit | 2   | 5   | 13  | 67    |
| 3   | Benetton-Renault | Berger        | 4   | 2   | 6   | Ret | 9   | 10  |     |     |     | 1   | 8   | 6   | 7   | 10  | 4   | 8   | 4   | 67    |
| 3   | Benetton-Renault | Wurz          |     |     |     |     |     |     | Rit | Rit | 3   |     |     |     |     |     |     |     |     | 67    |
| 4   | McLaren-Mercedes | Häkkinen      | 3   | 4   | 5   | 6   | Rit | 7   | Rit | Rit | Rit | 3   | Rit | SQ  | 9   | Rit | Rit | 4   | 1   | 63    |
| 4   | McLaren-Mercedes | Coulthard     | 1   | 10  | Rit | Rit | Rit | 6   | 7   | 7   | 4   | Rit | Rit | Rit | 1   | 2   | Rit | 10  | 2   | 63    |
| 5   | Jordan-Peugeot   | R. Schumacher | Rit | Rit | 3   | Rit | Rit | Rit | Rit | 6   | 5   | 5   | 5   | Rit | Rit | 5   | Rit | 9   | Rit | 33    |
| 5   | Jordan-Peugeot   | Fisichella    | Rit | 8   | Rit | 4   | 6   | 9   | 3   | 9   | 7   | 11  | Rit | 2   | 4   | 4   | Rit | 7   | 11  | 33    |
| 6   | Prost-Mugen      | Panis         | 5   | 3   | Rit | 8   | 4   | 2   | 11  |     |     |     |     |     |     |     | 6   | Rit | 7   | 21    |
| 6   | Prost-Mugen      | Trulli        |     |     |     |     |     |     |     | 10  | 8   | 4   | 7   | 15  | 10  | Rit |     |     |     | 21    |
| 6   | Prost-Mugen      | Nakano        | 7   | 14  | Rit | Rit | Rit | Rit | 6   | Rit | 11  | 7   | 6   | Rit | 11  | Rit | Rit | Rit | 10  | 21    |
| 7   | Sauber-Petronas  | Herbert       | Rit | 7   | 4   | Rit | Rit | 5   | 5   | 8   | Rit | Rit | 3   | 4   | Rit | 8   | 7   | 6   | 8   | 16    |
| 7   | Sauber-Petronas  | Larini        | 6   | 11  | Rit | 7   | Rit |     |     |     |     |     |     |     |     |     |     |     |     | 16    |
| 7   | Sauber-Petronas  | Morbidelli    |     |     |     |     |     | 14  | 10  |     |     |     | Rit | 9   | 12  | 9   | 9   | Rit |     | 16    |
| 7   | Sauber-Petronas  | Fontana       |     |     |     |     |     |     |     | Rit | 9   | 9   |     |     |     |     |     |     | 14  | 16    |
| 8   | Arrows-Yamaha    | Hill          | NP  | 17  | Rit | Rit | Rit | Rit | 9   | 12  | 6   | 8   | 2   | 13  | Rit | 7   | 8   | 11  | Rit | 9     |
| 8   | Arrows-Yamaha    | Diniz         | 10  | Rit | Rit | Rit | Rit | Rit | 8   | Rit | Rit | Rit | Rit | 7   | Rit | 13  | 5   | 12  | Rit | 9     |
| 9   | Stewart-Ford     | Barrichello   | Rit | Rit | Rit | Rit | 2   | Rit | Rit | Rit | Rit | Rit | Rit | Rit | 13  | 14  | Rit | Rit | Rit | 6     |
| 9   | Stewart-Ford     | Magnussen     | Rit | Rit | 10  | Rit | 7   | 13  | Rit | Rit | Rit | Rit | Rit | 12  | Rit | Rit | Rit | Rit | 9   | 6     |
| 10  | Tyrrell-Ford     | Verstappen    | Rit | 15  | Rit | 10  | 8   | 11  | Rit | Rit | Rit | 10  | Rit | Rit | Rit | 12  | Rit | 13  | 16  | 2     |
| 10  | Tyrrell-Ford     | Salo          | Rit | 13  | 8   | 9   | 5   | Rit | Rit | Rit | Rit | Rit | 13  | 11  | Rit | Rit | 10  | Rit | 12  | 2     |
| 11  | Minardi-Hart     | Katayama      | Rit | 18  | Rit | 11  | 10  | Rit | Rit | 11  | Rit | Rit | 10  | 14  | Rit | 11  | Rit | Rit | 17  | 0     |
| 11  | Minardi-Hart     | Trulli        | 9   | 12  | 9   | Rit | Rit | 15  | Rit |     |     |     |     |     |     |     |     |     |     | 0     |
| 11  | Minardi-Hart     | Marques       |     |     |     |     |     |     |     | Rit | 10  | Rit | 12  | Rit | 14  | ES  | Rit | Rit | 15  | 0     |
| -   | Lola-Ford        | Sospiri       | NQ  | NPR |     |     |     |     |     |     |     |     |     |     |     |     |     |     |     | 0     |
| -   | Lola-Ford        | Rosset        | NQ  | NPR |     |     |     |     |     |     |     |     |     |     |     |     |     |     |     | 0     |
| Pos | Costruttore      | Pilota        | AUS | BRA | ARG | SMR | MON | SPA | CAN | FRA | GBR | GER | UNG | BEL | ITA | AUT | LUS | GIA | EUR | Punti |